# Mireille Colson
Mireille Colson (Leuven, 16 december 1977) is een Belgisch Vlaams-nationalistisch politica voor de N-VA.

## Biografie
Mireille Colson behaalde in 2002 het diploma van master vertaler Engels-Italiaans-Nederlands aan de Hogeschool Antwerpen. Van 2003 tot 2005 stond ze als leerkracht Italiaans in het volwassenenonderwijs, waarna ze terechtkwam in de wereld van kunststoffen. Van 2005 tot 2008 werkte ze op de reclameafdeling van het bedrijf Vink, waarna ze tot 2021 aan de slag was bij het chemisch bedrijf Lubrizol, waar ze werkte op de klantendienst en als coördinator en daarna vanaf 2011 magazijnopzichter was.
In 2011 sloot Colson zich aan bij de N-VA-afdeling in haar woonplaats Herselt. Ze is er sinds begin 2013 gemeenteraadslid en was er van januari 2019 tot december 2021 schepen van Omgeving, Duurzaamheid, Dierenwelzijn en Jeugd.
Van december 2012 tot juni 2024 zetelde ze eveneens in de provincieraad van Antwerpen. Van oktober 2017 tot december 2021 was Colson er fractieleider voor N-VA en vervolgens was ze van december 2021 tot juni 2024 gedeputeerde van de provincie, bevoegd voor toerisme, ICT, personeel, communicatie en recreatie- en groendomeinen.
Bij de federale verkiezingen van juni 2024 werd ze voor de kieskring Antwerpen verkozen in de Kamer van volksvertegenwoordigers. Ze nam er zitting in de commissies Financiën en Begroting en Binnenlandse Zaken, Veiligheid, Migratie en Bestuurszaken en werd voorgedragen als lid van de Benelux Interparlementaire Assemblee. In december 2024 nam Colson alweer ontslag uit de Kamer om opnieuw provincieraadslid en gedeputeerde van Antwerpen te worden. In de deputatie kreeg ze ditmaal de bevoegdheden mobiliteit, toerisme, vrije tijd, ICT en recreatie- en groendomeinen.